# Midyat
Midyat (in arabo مديات‎?, Midyāt; in curdo Midyad‎; in siriaco ܡܕܝܕ, Mëḏyaḏ) è una città della Turchia, situata nella provincia di Mardin. La popolazione della città è variegata dal punto di vista etnoreligioso e accanto a un nucleo storico cristiano siriaco include vaste proporzioni di arabi mhallami e di curdi. La città si distingue per la caratteristica architettura e include numerose chiese.

## Etimologia
Un nome simile a Midyat, compare per la prima volta, su un'iscrizione del sovrano Neo-Assiro, Assurnasirpal II (883-859 a.C.) questo testo descrive come le forze assire conquistarono la città ed i villaggi circostanti.

## Geografia
Midyat è la città principale di Tur Abdin, una catena montuosa calcarea sul corso superiore del fiume Tigri. La municipalità confina internamente con Ömerli, Nusaybin ed esternamente con la provincia di Batman a nord e la provincia di Şirnak a est.
La città si trova ad un'altitudine di circa 1000 metri S.l.d.m., in un paesaggio collinare di prati, campi e vigneti nel centro orientale della provincia di Mardin. La strada nazionale D 380 da Mardin a Cizre attraversa la città. A Midyat inizia la D 995, che conduce a nord verso la provincia e la città di Batman. Dista 51 km dal confine siriano a sud e 81 km dal capoluogo di provincia Mardin.

## Storia

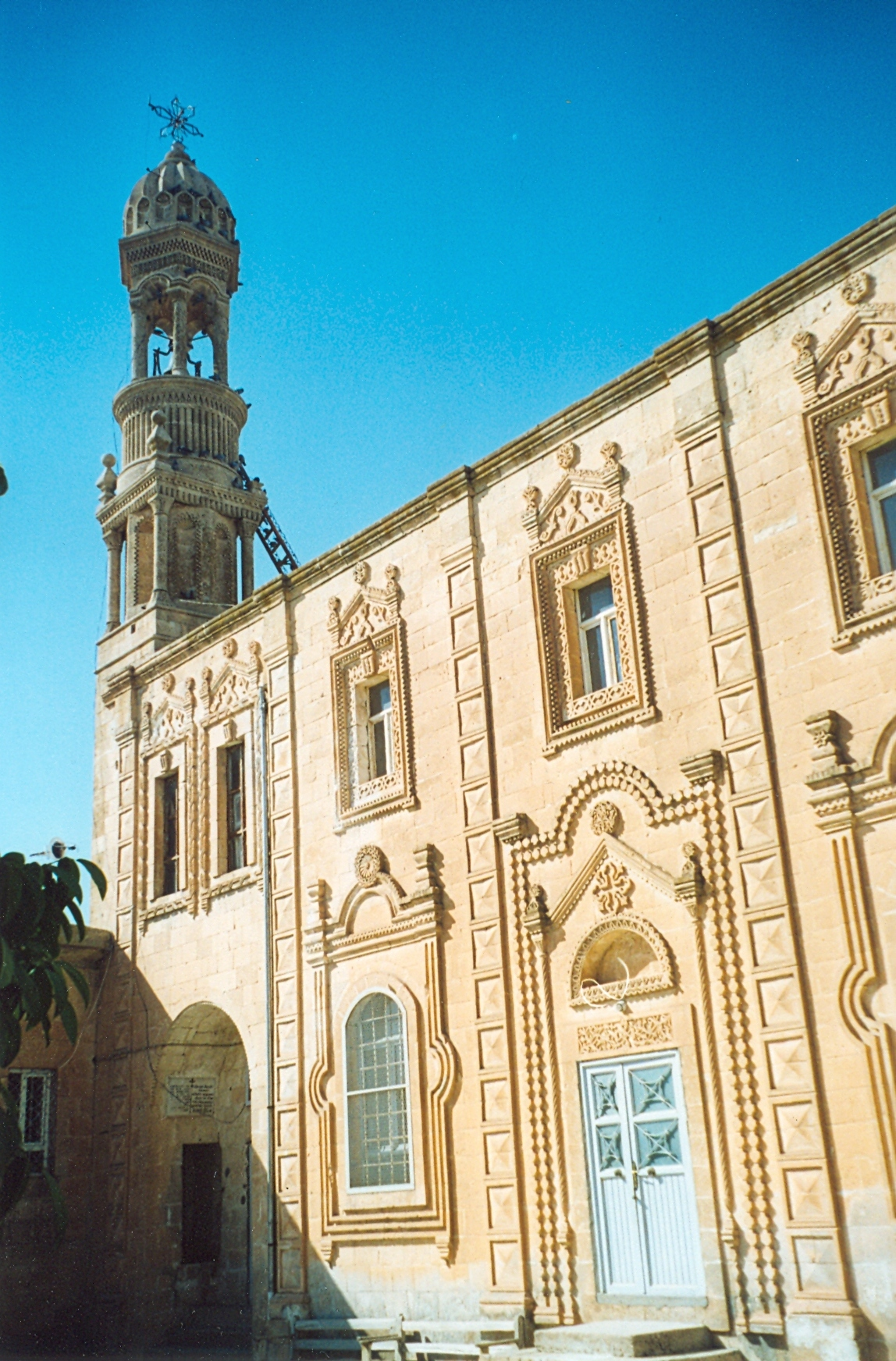
Chiesa ortodossa siriaca di Mor Sharbel

La sua storia risale agli Hurriti nel III millennio a.C.] Nel corso del IX secolo a.C., le tavolette assire fanno riferimento a Midyat come Matiate, che significa "città delle grotte". Su Midyat hanno dominato diversi imperi, tra cui Mitanni, Assiri, Urartei, Medi, Persiani, Macedoni, Romani, Bizantini, Abbasidi, Selgiuchidi e Ottomani. Sotto la città si trova una città sotterranea, che si suppone sia stata in uso per circa 1900 anni e che al suo apice fosse abitata da un massimo di 70 000 persone.
All'inizio del XX secolo la locali comunità cristiane siriaca e armena vennero decimate nell'ambito del genocidio assiro e armeno dalle autorità ottomane. A partire dagli anni 1970 numerosi residenti cristiani siriaci cominciarono ad abbandonare la città, attratti dalle opportunità economiche offerte da Istanbul e soprattutto dalla Germania. Contemporaneamente la città sperimentò una crescita demografica grazie all'afflusso di numerose famiglie originarie dei villaggi circostanti, di etnia principalmente araba mhallami e curda.

## Demografia
Fino agli anni 1970 la città era a maggioranza cristiana siriaca e la comunità dominava la politica locale. A partire dagli anni 1980 il conflitto tra lo Stato turco e il PKK provocò ampie instabilità nella regione e la comunità cristiana siriaca si ritrovò in una situazione scomoda, sia in quanto invisa ai militanti del PKK, che la considerava collaborazionista, sia per la marginalizzazione attuata dalle autorità turche. Questi eventi accelerarono l'emigrazione della comunità verso Istanbul e soprattutto verso la Germania, dove i migranti vennero accolti come Gastarbeiter. Negli anni 1980 la comunità cristiana siriaca di Midyat contava circa 5 000 unità, mentre oggi si stima che rimangano 150 famiglie, concentrate nel centro storico. A partire dal 2011, centinaia di rifugiati cristiani siriaci dalla Siria si sono stabiliti in città in fuga dalla guerra civile.
La città è oggi a maggioranza musulmana; a partire dagli anni 1970 si stabilirono infatti in città decine di migliaia di arabi mhallami e di curdi, giunti dalle circostanti zone rurali, i quali si stabilirono principalmente nelle periferie.